# Семо Ситити
Семо Ситити (енгл. Semo Sititi; 6. март 1974) бивши је самоански рагбиста. У каријери је играо у келтској лиги за Бордер Риверс, а играо је и за Херикејнсе у најјачој лиги на свету. Једну сезону провео је и у Премијершипу играјући за Њукасл. За репрезентацију Самое је дебитовао против Јапана у тест мечу 1999. Био је део самоанске рагби репрезентације на светском првенству 1999. На светском првенству 2003, одржаном у Аустралији, постигао је есеј против Енглеске. Предводио је као капитен репрезентацију Самое на светском првенству 2007. Трећи је у историји по броју наступа за репрезентацију Самое.